# Ulli Jünemann

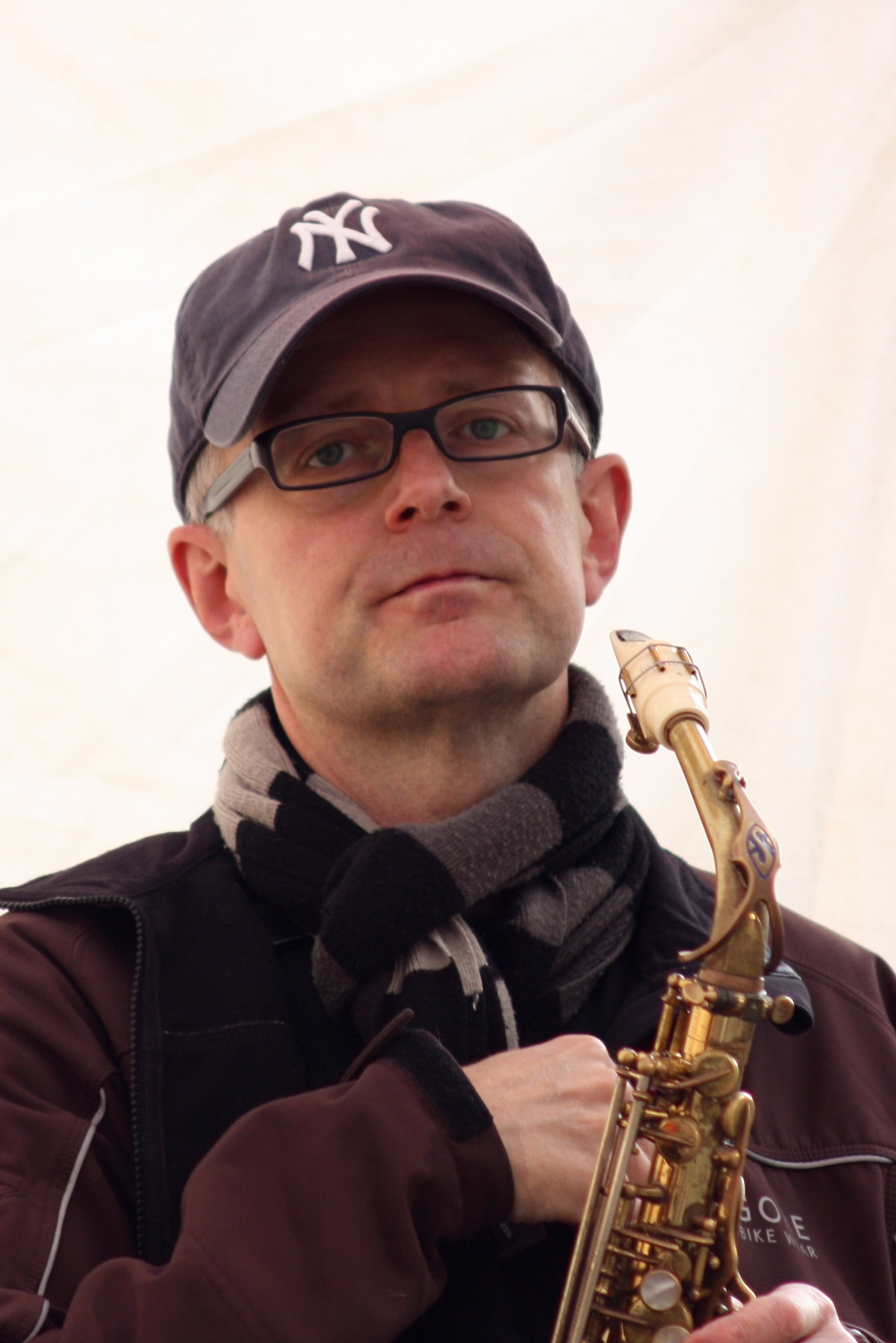
Ulli Jünemann bei einem Auftritt 2013 in Wiesbaden

Ulli Jünemann (* 7. Juni 1967 in Jugenheim als Ulrich Claus Jünemann) ist ein deutscher Jazzmusiker (Saxophonist, Komponist) und Produzent.

## Leben und Wirken
Jünemann begann nach dem Abitur in Seeheim und dem Zivildienst ein Medizinstudium in Frankfurt am Main, bevor er 1989 nach gut 10 Jahren am Klavier zuerst mit dem privaten Studium am Saxophon (u. a. bei Leszek Zadlo, Wolfhard Metz) begann. Dann ging er in die Niederlande (1991–1999), wo er zwei Jahre lang Saxophon an der Hochschule der Künste in Amsterdam studierte. Danach wechselte er nach Den Haag an das Konservatorium Den Haag, wo er einen Mastergrad absolvierte (Master of Music-Jazz). Er hatte dort Unterricht von Jan Menu, Ben Hermann, aber vor allem von John Ruocco.
Während dieser Zeit bekam er diverse Stipendien, die ihn vor allem nach Kanada und Italien führten. Wieder in Deutschland zurück arbeitete er an Projekten im Jazz aber auch in genreübergreifenden und im Bereich der Popularmusik. Er trat auf dem North Sea Jazz Festival (mit Gerald Wilson), dem Festival in Getxo und zu Tourneen in Deutschland, Österreich, der Schweiz und Kanada auf. Hier arbeitet er unter anderem mit den namhaften Künstlern Ack van Rooyen, Adam Nussbaum, Ingrid Jensen, Slide Hampton, Jim McNeely, Hugh Fraser und Phil Nimmons. 1996 war er Finalist des International Jazzcontest in Belgien.
2001 gründete er mit Martin Lejeune das großformatige European Groove Project (E.G.O.), in dem Einflüsse aus Dance Jazz, Drum and Bass, Acid und Soul Jazz zusammengeführt werden. Er beschäftigt sich mit der Umsetzung elektronischer Klänge und Samples im Jazz, speziell auf dem Saxophon, so wie am Laptop. Hierbei nutzt er verschiedenes elektronisches Equipment wie etwas das Kaoss2 Pad, Boss Loopstation, Ableton Live und anderes.
2002 entstand die CD Let's Call It a Day als Co-Leader zusammen mit Markus Fleischer. 2003 tourte Jünemann auf Einladung des Goethe Instituts mit Markus Fleischer, Johannes Schaedlich und Keith Copeland durch alle Länder Westafrikas. 2004 bis 2009 tourten Jünemann und Fleischer regelmäßig jährlich mit Adam Nussbaum. 2005 erschien die CD Four! bei ZYX Music, erneut eine gemeinsame Produktion mit Markus Fleischer.
In seinem Projekt bree.ze tourte er mit Adam Nussbaum und Jasper van’t Hof. Im Sommer 2010 gab es das UJ-4tet mit Thomas Stabenow, Christian Eckert und Simon Scheibel, sowie ein Duo mit Allen Blairman. Daneben bestand das Projekt breeze - jamin’ mit Nussbaum, Jay Anderson und Jim Mullen und Triologue mit Blairman und Rocky Knauer.
Seit 2012 spielt das neu formierte Ulli Jünemann Quartet mit Adam Nussbaum, Jay Anderson, Jeanfrançois Prins, Ulli Jünemann (alternative Besetzung mit Bruno Castellucci). Mitte 2012 erschien die CD Triologue mit Allen Blairman am Schlagzeug und Rocky Knauer am Kontrabass. Ende 2012 erschien seine CD Boo Hoo bei Nabel Records, die er auf Touren in Deutschland, Österreich und der Schweiz vorstellte. 2015 tourte er mit Gene Jackson, Jay Anderson, Jeanfrançois Prins durch Deutschland, Österreich, Schweiz.
Seit Januar 2013 ist Jünemann Mitglied in Jasper van't Hofs Band Pili-Pili, mit dem er mehrfach auf Tournee war. Auch in der Formation von Jürgen Wuchner UCOB war er bis zu Wuchers' Tod festes Mitglied. 2019 entstand das Jazz-Quartett mit Uli Partheil, Angela Frontera und Ralf Cetto. Im Herbst 2021 erschien die LP „Reflections“. 2023, aktuell in Arbeit ist seine Trio-Produktion mit Jasper van ’t Hof und Jeanfrançois Prins. Ulli tourte ferner u. a. mit Graham Collier, Kenny Wheeler, Bobby Shew, Eric Vloeimans, Axel Prasuhn, der Morten Ginnerup Band, Silvia Droste, Jürgen Wuchner, Keith Copeland, Jon Sass, Thomas Siffling, Slide Hampton, Phil Nimmons oder Jens Düppe.
2000–2010 unterrichtete Jünemann an der Musikschule Niedernhausen. Er war 2007 und 2008 Dozent am Konservatorium Mainz und lehrte 2009/10 das Hauptfach Saxophon an der Hochschule für Musik Franz Liszt Weimar in Vertretung für Wolfgang Bleibel. Aktuell  unterrichtet er neben der Musik nur privat, gibt einen monatlichen Saxophon-Workshop an der Bessunger Knabenschule Darmstadt und unterhält eine „Masterclass-Improvisation“ Webseite.
Jünemann hat zwei Kinder und lebt mit seiner Lebensgefährtin seit 2001 in Mainz.

## Diskographie (Auswahl)
- Triologue (mit Allen Blairman, Rocky Knauer)
- BOO HOO (mit Adam Nussbaum, Jay Anderson, Jeanfrançois Prins)
- Fleischer - Jünemann Quartet: FOUR! (mit Adam Nussbaum, Uli Glaßmann, Markus Fleischer)
- E.G.O. - jazz&electro (mit Thomas Siffling, Martin Lejeune u. a., 2003)
- European Jazz Project: The Exhibition (mit Thorsten Grau, Silvia Droste, Martijn Sohier, Jens Loh,  Morten Ginnerup, Christian Kappe, 1999)
- Jürgen Wuchner United Colours (mit Janusz Stefański, Uli Partheil, Thomas Siffling u. a.)